# Coquerels kroonsifaka
Coquerels kroonsifaka (Propithecus coquereli) is een dagactieve lemuur uit het geslacht van de sifaka's (Propithecus). Dit is een van de drie geslachten uit de familie van de indriachtigen (Indriidae). De wetenschappelijke naam van de soort werd voor het eerst geldig gepubliceerd door Alfred Grandidier in 1867. Zoals alle lemuren is Coquerels kroonsifaka endemisch op Madagaskar.

## Uiterlijke kenmerken
Een volwassen exemplaar heeft een totale lichaamslengte van 93 tot 110 centimeter, inclusief de staart die 50 tot 60 cm lang wordt, en bereikt een gewicht van 4 kilogram. De vacht is overwegend wit van kleur, met chocoladebruine kleuren op de voor- en achterpoten en de borst. De handpalmen, voetzolen, oren en gezicht zijn onbehaard waardoor zijn zwarte huid te zien is, met uitzondering van wat witte plekken op de brug van de neus. De iris van het oog is geel tot oranje van kleur. Net als alle lemuren heeft Coquerels kroonsifaka een tandenkam die voornamelijk dient om de vacht te verzorgen maar ook worden gebruikt om vruchtvlees van een pit te schrapen.

## Gedrag
Coquerels kroonsifaka is overdag actief en verblijft meestal in bomen. De sifaka leeft in matriarchale groepen van drie tot twaalf individuen, waarbij de vrouwtjes altijd voorrang krijgen bij het zoeken naar voedsel. Wanneer een vrouwtje op een bepaalde plek eet, wacht het mannetje tot ze klaar is. Als hij in de weg staat zal het vrouwtje hem duwen, slaan of zelfs bijten. Als teken van onderdanigheid rolt het mannetje dan zijn staart tussen de achterpoten en kwebbelt zachtjes tegen haar terwijl hij zijn tanden ontbloot. Vervolgens springt hij gauw uit de weg.
Coquerels kroonsifaka is een relatief vreedzame lemuur. Mannetjes onderling vechten om met een vrouwtje te mogen paren. Als groep gaan ze andere lemuren alleen te lijf om voedselbronnen te verdedigen. Wanneer Coquerels kroonsifaka's elkaar ontmoeten, groeten ze elkaar door hun neuzen tegen elkaar te wrijven.

### Voortbeweging

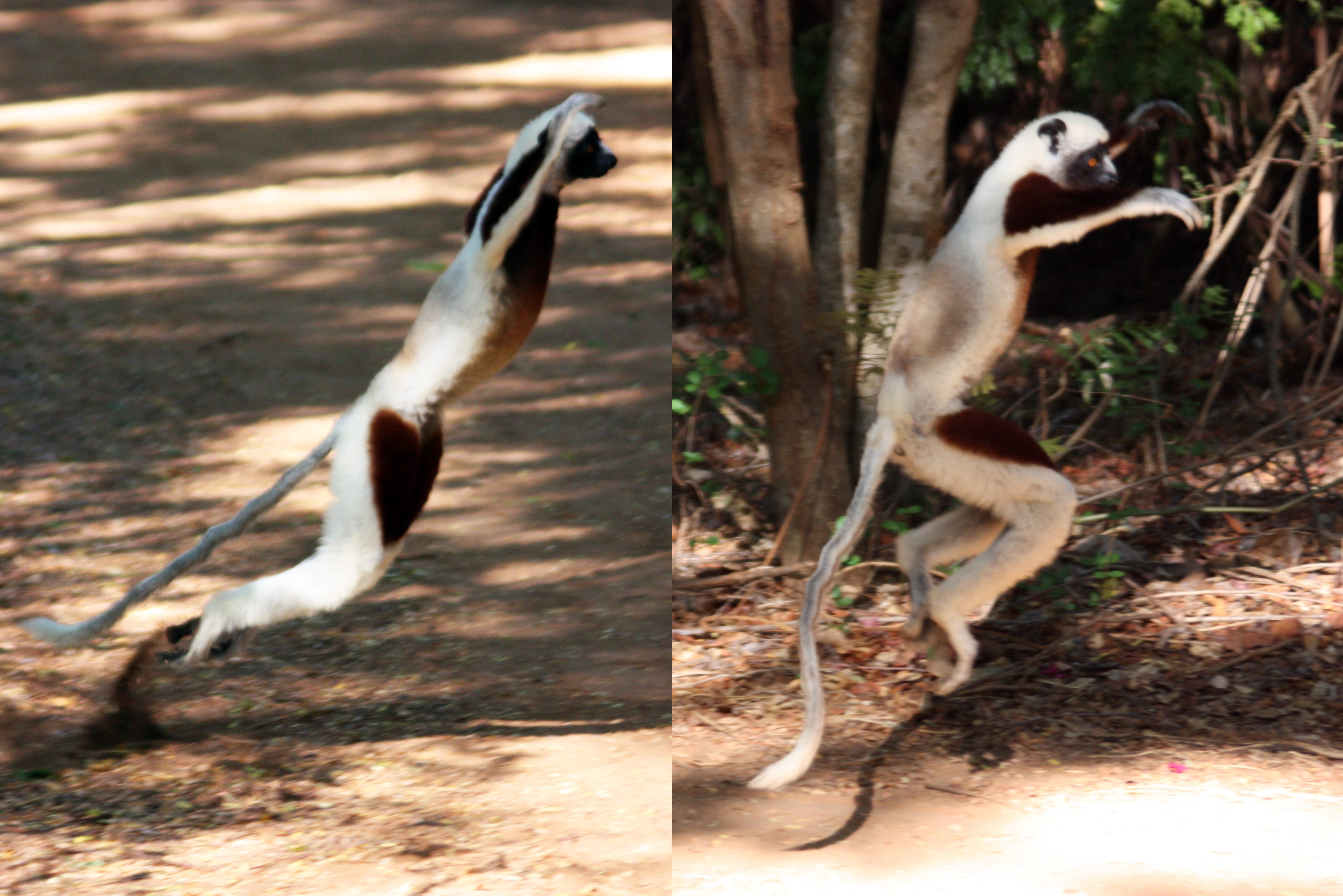
Voortbeweging over de grond van Coquerels kroonsifaka.

Coquerels kroonsifaka beweegt zich net als andere sifaka's voort door zijwaartse sprongen te maken in een rechte, verticale houding, waarbij hij sprongen kan maken van wel tien meter. Bij de landing weet hij zijn poten zo te plaatsen, dat hij zich niet bezeert aan eventuele doorns. Wanneer Coquerels kroonsifaka een open terrein oversteekt, maakt hij, net als andere sifaka's, ook weer verticale sprongen, waarbij hij zijn armen uitsteekt om zijn balans te bewaren. Er is echter een verschil waarbij Coquerels kroonsifaka zich onderscheidt. Andere sifaka's springen zijwaarts, waarbij ze als ze de grond raken hun achterpoten kruisen, maar Coquerels kroonsifaka springt voorwaarts, waarbij het lichaam in voorwaartse richting wordt gebogen.
Ook in de rusthouding zit Coquerels kroonsifaka rechtop.

### Communicatie
Coquerels kroonsifaka kent een complexe vorm van communicatie met soortgenoten middels een breed repertoire aan geluiden, visuele signalen en geurstoffen.
'Sifaka' is de naam die de Malagassiërs het dier hebben gegeven en is afgeleid van het karakteristieke 'shif-auk'-geluid dat de sifaka's maken wanneer ze soortgenoten waarschuwen voor gevaar. Dit 'shif-auk' wordt vaak vergezeld met het snel achterwaarts schudden van hun kop.

### Voortplanting
Mannetjes en vrouwtjes worden op een leeftijd van tussen de twee en drieënhalf jaar geslachtsrijp. Sommige paren met andere sifakasoorten, waaronder de verreauxsifaka (Propithecus verreauxi).
Een wijfje paart meestal met meerdere mannetjes, ook uit andere groepen. Mannetjes vechten onderling om met een wijfje te mogen paren, maar een gewonnen gevecht garandeert nog niet dat dit hem wordt toegestaan. De zwangerschap van een wijfje duurt ongeveer 162 dagen.

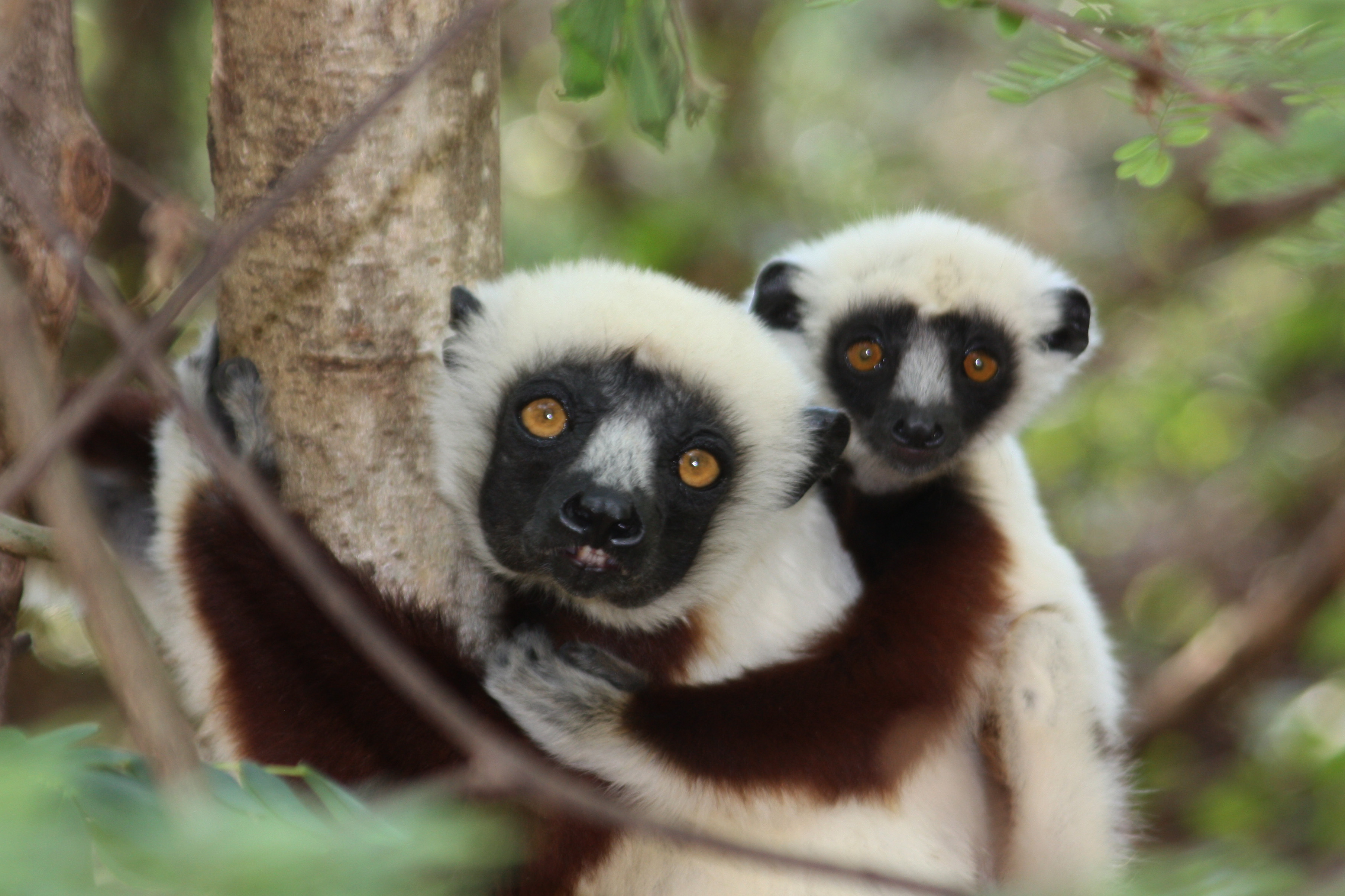
Coquerels kroonsifaka met juveniel

Het wijfje werpt haar jongen in juni of juli, tijdens het droge seizoen. Een pasgeboren jong heeft een gewicht van tussen de 85 en 115 gram en zal zich meteen aan moeders borst vastklampen tot een maand na de geboorte. Na zes maanden wordt het jong niet meer gezoogd en is volledig onafhankelijk. De jongen zijn afhankelijk van de omstandigheden na één tot vijf jaar volwassen.

## Dieet
Coquerels kroonsifaka is een herbivoor. In het natte seizoen worden jonge blaadjes, bloemen, fruit, bast en droog hout gegeten, in het droge seizoen volgroeide bladeren en knoppen. Op het menu staan ongeveer honderd verschillende plantensoorten, maar slechts tien soorten genieten de voorkeur. Coquerels kroonsifaka heeft een relatief lange blindedarm en dikke darm zodat plantenvezels beter kunnen worden verteerd en meer voedingstoffen kunnen worden onttrokken.
Coquerels kroonsifaka's spenderen dertig tot veertig procent van de dag aan het zoeken van voedsel, waarbij de vrouwtjes het beste voedsel voor zichzelf nemen.

## Verspreiding en habitat

Verspreidingsgebied binnen Madagaskar in het rood.

Coquerels kroonsifaka heeft meestal een territorium van vier tot negen hectare. Het territorium overlapt vaak dat van andere sifaka's, maar de dieren proberen uit elkaars buurt te blijven. Tellingen hebben uitgewezen dat er 60 individuen per vierkante kilometer kunnen voorkomen.
De natuurlijke habitat van Coquerels kroonsifaka bestaat uit droge loofbossen, voornamelijk in twee beschermde gebieden in het noordwesten van Madagaskar: het Nationaal park Ankarafantsika en het Borareservaat.